# Tetraponera gerdae
Tetraponera gerdae är en myrart som först beskrevs av Hermann Stitz 1911.  Tetraponera gerdae ingår i släktet Tetraponera och familjen myror. Inga underarter finns listade i Catalogue of Life.